# Liste des musées du Northamptonshire
Cette liste des musées du Northamptonshire, Angleterre contient des musées qui sont définis dans ce contexte comme des institutions (y compris des organismes sans but lucratif, des entités gouvernementales et des entreprises privées) qui recueillent et soignent des objets d'intérêt culturel, artistique, scientifique ou historique. leurs collections ou expositions connexes disponibles pour la consultation publique. Sont également inclus les galeries d'art à but non lucratif et les galeries d'art universitaires. Les musées virtuels ne sont pas inclus.

## Musées
| Nom                                      | Image | Ville/City     | Type              | Résume |
| ---------------------------------------- | ----- | -------------- | ----------------- | --- |
| 78 Derngate                              |       | Northampton    | Maison historique | Maison rénovée avec intérieurs de l'architecte Charles Rennie Mackintosh, galerie d'artisanat contemporain |
| Abington Park Museum                     |       | Northampton    | Multiple          | Histoire locale, costumes, cuir, Northamptonshire Regiment |
| Althorp                                  |       | Althorp        | Maison historique | Domaine rural avec jardins et terrains, appartenant à Charles Spencer, 9e Comte Spencer, foyer de Diana, Princesse de Galles                                                                                      |
| Boughton House                           |       | Kettering      | Maison historique | Domaine du Duc de Buccleuch, avec beaux arts, jardins |
| Burton Latimer Heritage Museum           |       | Burton Latimer | Local             | Site internet, géré par la Burton Latimer Heritage Society |
| The Canal Museum                         |       | Stoke Bruerne  | Canal             | Histoire des canaux en Grande-Bretagne |
| Canons Ashby House                       |       | Canons Ashby   | Maison historique | Exploité par le National Trust, manoir élisabéthain |
| Carpetbagger Aviation Museum             |       | Harrington     | Aviation          | Historique de la RAF Harrington et du 801st Bombardment Group (Provisional) |
| Corby Heritage Centre                    |       | Corby          | Local             | Site internet |
| Cottesbrooke Hall                        |       | Creaton        | Maison historique | Maison de style reine Anne du XVIIIe siècle, jardins et parc |
| Daventry Museum                          |       | Daventry       | Local             | Site internet |
| Deene Park                               |       | Corby          | Maison historique | Manoir médiéval avec des chambres de nombreuses époques, des jardins |
| Desborough Heritage Centre               |       | Desborough     | Local             | Site internet |
| East Carlton Park Steel Heritage Centre  |       | East Carlton   | Histoire local    | Présentations sur l'histoire locale et le développement de l'industrie du fer et de l'acier dans la ville |
| Irchester Narrow Gauge Railway Museum    |       | Irchester      | Rail              | Locomotives à vapeur et diesel, diorama grandeur nature d'une carrière, artefacts industriels et ferroviaires |
| Jeyes of Earls Barton Museums            |       | Earls Barton   | Multiple          | Site internet, boutique de cadeaux, d'ours en peluche et de maisons de poupées avec café et plusieurs musées: musée de la vie de village Earls Barton, musée Jeyes Heritage & Pharmacy et une fête foraine modèle |
| Kelmarsh Hall                            |       | Kelmarsh       | Maison historique | Manoir du XVIIIe siècle et ses jardins |
| Kettering Museum and Art Gallery         |       | Kettering      | Multiple          | Site internet, comprend le Manor House Museum avec des expositions sur l’histoire et la culture locales et la galerie d’art Alfred East pour la peinture locale                                                   |
| Kirby Hall                               |       | Northampton    | Maison historique | Exploité par l'English Heritage, maison de campagne élisabéthaine dans un état semi-en ruine avec des jardins |
| Lamport Hall                             |       | Lamport        | Maison historique | Maison et jardins Tudor; comprend également le Hannington Vintage Tractor Club et le musée avec du matériel agricole                                                                                              |
| Long Buckby Museum                       |       | Long Buckby    | Local             | Site internet |
| Museum of Leathercraft                   |       | Long Buckby    | Fashion           | Site internet, situé dans le Abington Park Museum, développement de la maroquinerie |
| Northampton Museum and Art Gallery       |       | Northampton    | Multiple          | Collection de chaussures, art, arts décoratifs, histoire locale |
| Northamptonshire Ironstone Railway Trust |       | Hunsbury Hill  | Rail              | Chemin de fer du patrimoine et musée |
| Oundle Museum                            |       | Oundle         | Histoire local    | Site internet |
| Piddington Villa Museum                  |       | Piddington     | Archéologie       | Artefacts et vestiges d'une grande villa romaine |
| Prebendal Manor House                    |       | Nassington     | Maison historique | Site internet |
| Rockingham Castle                        |       | Corby          | Maison historique | Ancien château royal et pavillon de chasse avec jardins, terrains |
| Rothwell Arts and Heritage Centre        |       | Rothwell       | Multiple          | Site internet, histoire locale, art |
| Rushden Museum                           |       | Rushden        | Local             | Site internet, histoire locale en particulier l'industrie de la chaussure |
| Rushden Transport Museum                 |       | Rushden        | Rail              | Souvenirs ferroviaires, matériel roulant, véhicules de transport routier |
| Southwick Hall                           |       | Southwick      | Maison historique | Site internet, manoir médiéval, jardins, terrains |
| Sulgrave Manor                           |       | Sulgrave       | Maison historique | La maison ancestrale de la famille de George Washington, reflète Tudor à travers les époques géorgiennes |
| Sywell Aviation Museum                   |       | Sywell         | Aviation          | Ancien aérodrome de la Seconde Guerre mondiale avec artefacts, épave d'avion retrouvée, histoire de l'aviation locale                                                                                             |
| Wellingborough Museum                    |       | Wellingborough | Local             | Site internet, histoire locale, culture |
| Wollaston Museum                         |       | Wollaston      | Local             | information, histoire locale, culture, industrie |